# Das Kakteenlexikon
Das Kakteenlexikon (abreviado Kakteenlexikon) es un libro con ilustraciones y descripciones botánicas que fue escrito por el horticultor y cactólogo aficionado alemán Curt Backeberg y publicado en el año 1966 con el nombre de Das Kakteenlexikon. Enumeratio Diagnostica Cactacearum.